# Chaleponcus delagoanus
Chaleponcus delagoanus är en mångfotingart som först beskrevs av Carl Graf Attems 1928.  Chaleponcus delagoanus ingår i släktet Chaleponcus och familjen Odontopygidae. Inga underarter finns listade i Catalogue of Life.